# Luxemburguisme
El terme luxemburguisme és el moviment marxista revolucionari creat per Rosa Luxemburg i Karl Liebknecht, conegut pel nom de Lliga Espartaquista, que es caracteritzava pel seu rebuig total de la guerra de 1914 i la seva defensa de la democràcia obrera enfront de la visió militarista del partit que atribuïen a Lenin. La frase de Karl Marx l'emancipació dels treballadors serà obra dels treballadors mateixos era el punt de partida de les seues idees.

## Història
En origen, el corrent luxemburguista va constituir l'ala esquerra del Partit socialdemòcrata Alemany (SPD), i tenia una certa influència sobre els partits polonesos (amb Leo Jogiches) i holandés (a través d'Anton Pannekoek). A partir de la Primera Guerra Mundial, apareix el concepte d'espartaquisme, nom de la facció expulsada del SPD, on militen, a més de Luxemburg i Liebknecht, Franz Mehring, Clara Zetkin, Johann Knief i altres, que van participar en la revolució alemanya de 1918 i en la fundació, el mateix any, del Partit Comunista Alemany. Rosa Luxemburg va escriure llavors:
La revolució proletària no té cap necessitat d'utilitzar el terror per a aconseguir els seus objectius. Detesta i repudia l'assassinat. No necessita recórrer a eixos mitjans de lluita perquè no combat als individus, sinó a les institucions, perquè no entra en la lliça amb il·lusions infantils que, decebudes, comportarien una venjança sanguinària. (Què vol la Lliga Espartaquista?, 14 de desembre de 1918).
El gener de 1919, Rosa Luxemburg i Karl Liebknecht són assassinats, i poc després Llig Jogiches i Franz Mehring. El corrent luxemburguista, delmat per la repressió de la revolució espartaquista de 1919 deixarà d'existir com a tal.
No obstant això, són nombrosos els corrents marxistes oposats a la burocratització i al dirigentisme de les organitzacions sindicals i partits tradicionals que reivindiquen la seua filiació luxemburguista. Algunes, més que de luxemburguisme, preferixen parlar de comunisme consellista o consellisme, però totes prenen de l'obra de Rosa Luxemburg la defensa d'una certa espontaneïtat revolucionària del proletariat, la defensa de la democràcia obrera i la democràcia interna de les organitzacions, com així mateix un internacionalisme radical que els porta a confrontar amb els nacionalismes alhora que rebutgen l'aplicació general i universal del "dret d'autodeterminació nacional" segons les tesis wilsoniano-leninistes. El luxemburguisme ha sigut reivindicat especialment en els anys trenta a Alemanya per Paul Frolich i una part del Partit Socialdemòcrata dels Treballadors Alemanys (SAPD), i a França per René Lefeuvre i les Edicions Spartacus. A Espanya, les organitzacions ja desaparegudes Acció Comunista (1965-1977) i Organització d'Esquerra Comunista assumien bona part de les tesis de Rosa Luxemburg en especial la relació no dirigista entre "avantguarda"- masses. Amb pretensions d'imatge "esquerrana", cosmètica, el PSOE va dotar a algunes de les seves organitzacions satel·litzades amb el nom de Rosa Luxemburg.
En l'actualitat hi ha organitzacions que reivindiquen el llegat de Rosa Luxemburg i el luxemburguisme. Entre altres, hi ha un reagrupament internacional, la Xarxa Luxemburguista Internacional, conformat per militants a Argentina, Espanya, França, Noruega, Portugal, Regne Unit i USA.